# Thalamus McGhee
Thalamus Shashee McGhee (Houston, 28 agosto 1975) è un ex cestista statunitense.

## Carriera
Dopo aver chiuso il periodo universitario presso l'Università dell'Alabama, McGhee sbarca in Europa nel 1997 con l'ingaggio da parte dei tedeschi del Bayreuth con cui gioca per due anni, fino al termine dell'annata 1998-1999 conclusa con la retrocessione dalla Basketball-Bundesliga.
Durante la stagione 1999-2000 scende in campo con i ciprioti dell'Apollon Limassol. Oltre che il campionato cipriota, la squadra disputa anche la Coppa Korać 1999-2000 che vede McGhee mettere a referto 21,1 punti e 14,0 rimbalzi di media in 8 partite all'attivo.
Nel settembre 2000 svolge un provino con la Snaidero Udine, squadra neopromossa in Serie A1 con cui poi viene tesserato. In 24 presenze in regular season (visto anche lo stop di oltre due mesi per uno stiramento al polpaccio) segna 11,8 punti e cattura 8,7 rimbalzi a gara, contribuendo al settimo posto e alla qualificazione play-off dei friulani.
McGhee inizia la stagione 2001-2002 in Francia all'ASVEL Lyon-Villeurbanne guidato in panchina da Bogdan Tanjević, ma viene tagliato dopo 5 partite a 5,4 punti e 4,4 rimbalzi in 16,2 minuti di media. A novembre torna così in campo nella massima serie italiana, questa volta con la canotta della Scandone Avellino, chiudendo con medie di 10,1 punti e 7,2 rimbalzi in 28 partite disputate.
Nel novembre 2002 scende di categoria andando nel campionato di Legadue alla Pallacanestro Reggiana allenata da Luca Dalmonte, il quale già era stato suo coach ad Avellino. Nella formazione emiliana McGhee sostituisce Mike Batiste, accasatosi in NBA prima ancora di debuttare in biancorosso. Nonostante ciò, il pivot statunitense, complici anche alcuni problemi di condizione fisica, fatica a incidere e viene tagliato dopo 15 partite in cui viaggia con cifre pari a 3,7 punti e 3,4 rimbalzi in 13,5 minuti di utilizzo medio. Nel luglio 2003 si accorda con un altro club di Legadue, la neopromossa Dinamo Sassari. Con i sardi disputa 31 incontri, nei quali ottiene 10,1 punti e 8,3 rimbalzi in 33,1 minuti di media.
Le successive tappe della sua carriera hanno luogo tra Uruguay (Club Malvín), Venezuela (Marinos de Anzoátegui) e Bosnia-Erzegovina (Široki).